# 夏合甫乡
夏合甫乡，是中华人民共和国新疆维吾尔自治区喀什地区叶城县下辖的一个乡镇级行政单位。

## 行政区划
夏合甫乡下辖以下地区：
夏合甫村、吐格曼贝希村、英巴格村、英亚村、达吾干村、博斯坦库木什村、托盖来斯村、兰干巴格村、布维布拉克村、干其村、托万托喀依村、托格拉克村、尤喀克托喀依村、其瓦村、阿热勒巴格村、欧塔克其村、麻扎村和喀拉墩园艺场。